# Municipio Anaco
Anaco es uno de los 21 municipios del estado Estado Anzoátegui. Está ubicado al centro de dicho Estado, tiene una superficie de 795 km² y una población de 140 563 habitantes. Su capital es la ciudad homónima de Anaco.

## Geografía

### Clima
| Parámetros climáticos promedio de Municipio Anaco, según mediciones de sensores remotos (2000–2011) | Parámetros climáticos promedio de Municipio Anaco, según mediciones de sensores remotos (2000–2011) | Parámetros climáticos promedio de Municipio Anaco, según mediciones de sensores remotos (2000–2011) | Parámetros climáticos promedio de Municipio Anaco, según mediciones de sensores remotos (2000–2011) | Parámetros climáticos promedio de Municipio Anaco, según mediciones de sensores remotos (2000–2011) | Parámetros climáticos promedio de Municipio Anaco, según mediciones de sensores remotos (2000–2011) | Parámetros climáticos promedio de Municipio Anaco, según mediciones de sensores remotos (2000–2011) | Parámetros climáticos promedio de Municipio Anaco, según mediciones de sensores remotos (2000–2011) | Parámetros climáticos promedio de Municipio Anaco, según mediciones de sensores remotos (2000–2011) | Parámetros climáticos promedio de Municipio Anaco, según mediciones de sensores remotos (2000–2011) | Parámetros climáticos promedio de Municipio Anaco, según mediciones de sensores remotos (2000–2011) | Parámetros climáticos promedio de Municipio Anaco, según mediciones de sensores remotos (2000–2011) | Parámetros climáticos promedio de Municipio Anaco, según mediciones de sensores remotos (2000–2011) | Parámetros climáticos promedio de Municipio Anaco, según mediciones de sensores remotos (2000–2011) |
| Mes                                                                                                 | Ene.                                                                                                | Feb.                                                                                                | Mar.                                                                                                | Abr.                                                                                                | May.                                                                                                | Jun.                                                                                                | Jul.                                                                                                | Ago.                                                                                                | Sep.                                                                                                | Oct.                                                                                                | Nov.                                                                                                | Dic.                                                                                                | Anual                                                                                               |
| --------------------------------------------------------------------------------------------------- | --------------------------------------------------------------------------------------------------- | --------------------------------------------------------------------------------------------------- | --------------------------------------------------------------------------------------------------- | --------------------------------------------------------------------------------------------------- | --------------------------------------------------------------------------------------------------- | --------------------------------------------------------------------------------------------------- | --------------------------------------------------------------------------------------------------- | --------------------------------------------------------------------------------------------------- | --------------------------------------------------------------------------------------------------- | --------------------------------------------------------------------------------------------------- | --------------------------------------------------------------------------------------------------- | --------------------------------------------------------------------------------------------------- | --------------------------------------------------------------------------------------------------- |
| Temp. máx. abs. (°C)                                                                                | 40.7                                                                                                | 42.4                                                                                                | 45.9                                                                                                | 45.2                                                                                                | 45.1                                                                                                | 38.7                                                                                                | 36.6                                                                                                | 34.7                                                                                                | 38.7                                                                                                | 38.7                                                                                                | 36.7                                                                                                | 35.7                                                                                                | 45.9                                                                                                |
| Temp. máx. media (°C)                                                                               | 31.6                                                                                                | 35.2                                                                                                | 37.8                                                                                                | 38.1                                                                                                | 34.7                                                                                                | 27.9                                                                                                | 26.9                                                                                                | 27.4                                                                                                | 28.5                                                                                                | 28.2                                                                                                | 28.0                                                                                                | 28.7                                                                                                | 31.1                                                                                                |
| Temp. media (°C)                                                                                    | 24.2                                                                                                | 24.3                                                                                                | 24.5                                                                                                | 24.5                                                                                                | 24.3                                                                                                | 23.8                                                                                                | 24.0                                                                                                | 25.2                                                                                                | 24.6                                                                                                | 24.0                                                                                                | 24.2                                                                                                | 23.7                                                                                                | 24.3                                                                                                |
| Temp. mín. media (°C)                                                                               | 21.9                                                                                                | 22.6                                                                                                | 23.3                                                                                                | 23.9                                                                                                | 23.5                                                                                                | 22.0                                                                                                | 21.6                                                                                                | 22.1                                                                                                | 22.2                                                                                                | 22.4                                                                                                | 22.1                                                                                                | 21.7                                                                                                | 22.4                                                                                                |
| Temp. mín. abs. (°C)                                                                                | 17.3                                                                                                | 19.0                                                                                                | 18.3                                                                                                | 19.6                                                                                                | 17.6                                                                                                | 16.9                                                                                                | 15.4                                                                                                | 16.0                                                                                                | 17.1                                                                                                | 18.3                                                                                                | 16.9                                                                                                | 17.4                                                                                                | 15.4                                                                                                |
| Fuente: MOD11A2 MODIS/Terra Land Surface Temperature/Emissivity                                     | | | | | | | | | | | | | |

### Organización parroquial
| Parroquia   | Superficie | Población    | Densidad |
| ----------- | ---------- | ------------ | -------- |
| Anaco       | km²        | 160,563 hab. | hab./km² |
| San Joaquín | km²        | 143.983hab.  | hab./km² |
| Buena Vista | km²        | 16.580 hab.  | hab./km² |

## Política y gobierno

Escudo del Municipio Anaco (excepto nombre Bolivariano).

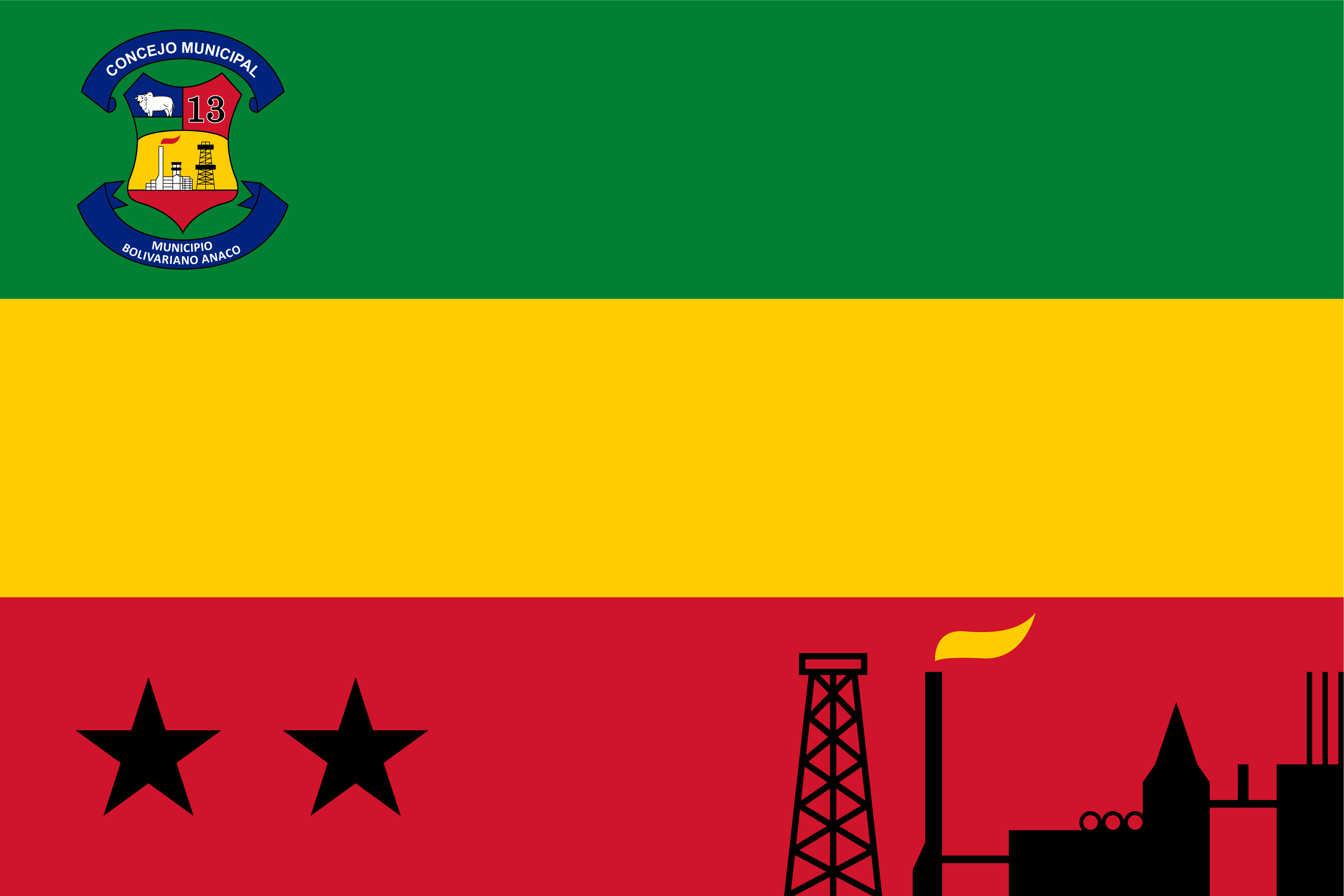
Bandera del Municipio Bolivariano de Anaco

Bandera del Municipio Anaco (excepto nombre Bolivariano)

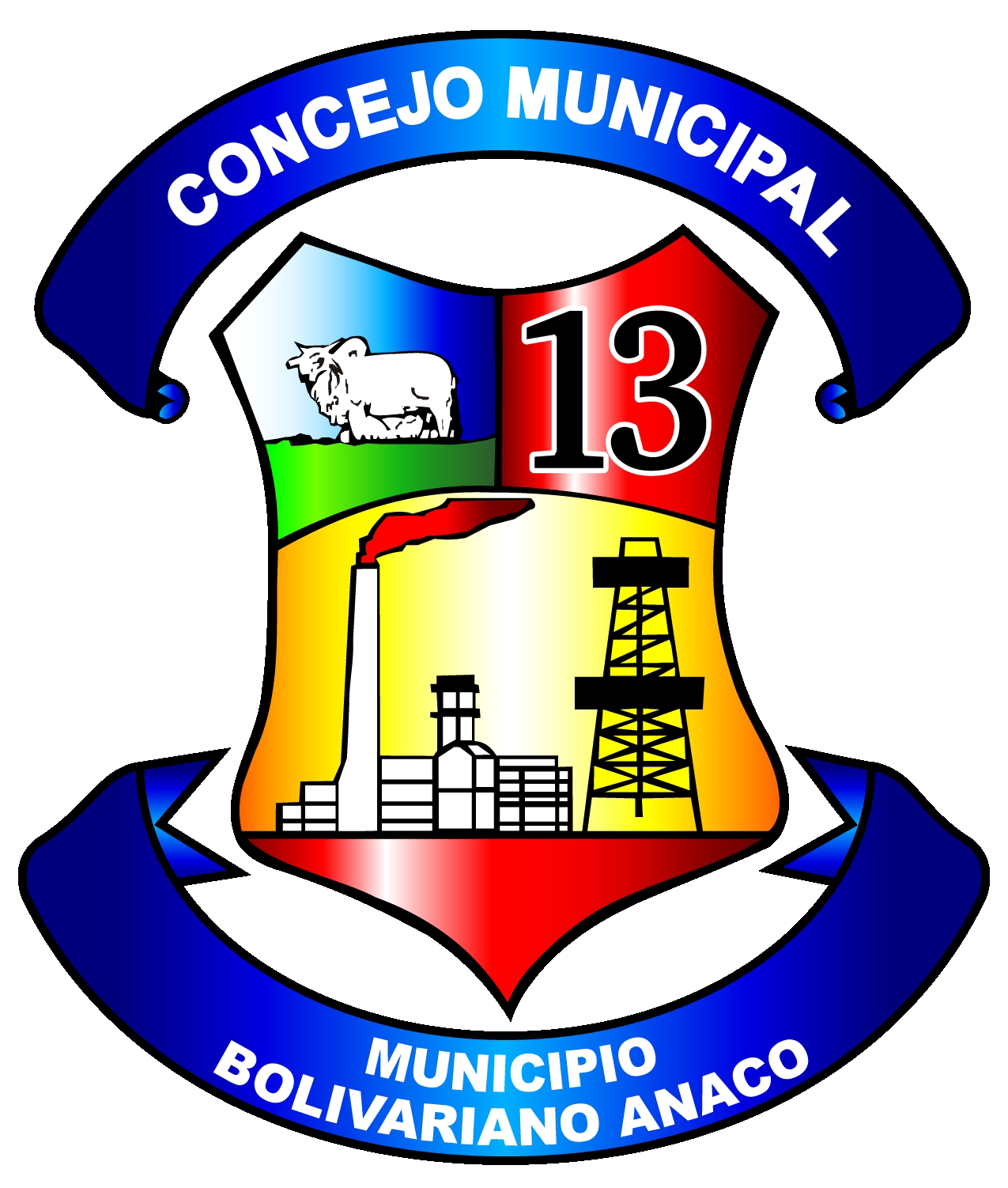
Escudo del Municipio Bolivariano Anaco.

### Alcaldes
| Período                            | Alcalde             | Partido político / Alianza | % de votos | Notas |
| ---------------------------------- | ------------------- | -------------------------- | ---------- | --- |
| 1989 - 1992                        | Jacinto Romero Luna | Copei                      | 51,83      | Primer alcalde bajo elecciones directas |
| 1992 - 1994                        | Jacinto Romero Luna | Copei                      | 56,19      | Reelecto (No culminó su periodo renunció en el año 1994 para postularse a la gobernación del Estado Anzoátegui.)                                                  |
| 1994 - 1995                        | Hugo Mata Chacín    | AD                         | -          | Segundo alcalde bajo elecciones directas, se adelantaron las elecciones por la renuncia del alcalde anterior quien aspiró a la gobernación del estado Anzoátegui. |
| 1995 - 2000                        | Hugo Mata Chacín    | AD                         |            | Reelecto (se realizaron elecciones generales adelantadas en el 2000 debido a la aprobación de la Constitución de 1999)                                            |
| 2000 - 2004                        | Jacinto Romero Luna | Copei                      | 36,74      | Tercer alcalde bajo elecciones directas |
| 2004 - 2008                        | Jacinto Romero Luna | JRL                        | 51,45      | Reelecto |
| 2008 - 2013                        | Francisco Solorzano | PSUV                       | 59,91      | Cuarto alcalde bajo elecciones directas (se postergan 1 año las elecciones municipales pautadas para finales del 2012)                                            |
| 2013 - 2017                        | Marcos Ramos        | PSUV                       | 56,66      | Quinto alcalde bajo elecciones directas |
| 2017 - 2021                        | Luis Guevara Marron | Copei                      | 48,34      | Sexto alcalde bajo Elecciones Directas (Electo con la tarjeta de Copei, sin embargo, pertenece a AD)                                                              |
| 2021 -2025                         | Jesús Ríos          | PSUV                       | 47,91      | Séptimo alcalde bajo Elecciones Directas |
| Fuente: Consejo Nacional Electoral |                     |                            |            | |

### Concejo municipal
Periodo 2021 - 2025
| Concejales:      | Partido político / Alianza |
| ---------------- | -------------------------- |
| Carmen Velasquez | PSUV                       |
| José García      | PSUV                       |
| Gil Wilfredo     | PSUV                       |
| Josue González   | PSUV                       |
| Luis Arcia       | PSUV                       |
| Gladys Rivas     | PSUV                       |
| Jeymer Figueredo | PV                         |
| Joan Liendo      | PV                         |
| Edgar Carrion    | PV                         |
| Ildo Cedeño      | CONIVE                     |